# Paracheilinus
Paracheilinus is een geslacht van straalvinnige vissen uit de familie van lipvissen (Labridae).

## Soorten
- Paracheilinus angulatus Randall & Lubbock, 1981
- Paracheilinus attenuatus Randall, 1999
- Paracheilinus bellae Randall, 1988
- Paracheilinus carpenteri Randall & Lubbock, 1981
- Paracheilinus cyaneus Kuiter & Allen, 1999
- Paracheilinus dispilus Randall, 1999
- Paracheilinus filamentosus Allen, 1974
- Paracheilinus flavianalis Kuiter & Allen, 1995
- Paracheilinus hemitaeniatus Randall & Harmelin-Vivien, 1977
- Paracheilinus lineopunctatus Randall & Lubbock, 1981
- Paracheilinus mccoskeri Randall & Harmelin-Vivien, 1977
- Paracheilinus nursalim Allen & Erdmann, 2008
- Paracheilinus octotaenia Fourmanoir, 1955
- Paracheilinus piscilineatus (Cornic, 1987)
- Paracheilinus rubricaudalis Randall & Allen, 2003
- Paracheilinus togeanensis Kuite & Allen, 1999
- Paracheilinus walton Allen & Erdmann, 2006